# Léon Deschamps
Léon-Julien Deschamps fue un escultor y grabador de medallas francés, nacido el 26 de mayo de 1860 en París y fallecido el 1928 en la misma ciudad

## Datos biográficos
Fue alumno de Augustin-Alexandre Dumont, de Émile Thomas (1817–82), de Hippolyte Moreau y de Léon Delhomme (1841–95).
Expuso en el Salón de los Campos Eliseos en 1887, fue societario de los Artistas franceses en 1896 y profesor en la École Estienne a partir de 1900.
La producción de Deschamps consiste principalmente en retratos sobre medallas y placas sobre temáticas alegóricas, así como diversas esculturas.

## Obras
Entre las mejores y más conocidas obras de Léon Deschamps se incluyen las siguientes:
- En Moisson (segadora de cereal), yeso presentado en el Salón de París de 1891, reproducido en bronce (Metmuseum), copia en piedra en París Place Rhin-et-Danube (fr). 48°52′55″N 2°23′35″E / 48.88194, 2.39306
- Medalla portando el perfil de Armand Fallières, presidente de la república francesa (1906).[1] Por este trabajo recibió 5000 francos.
- Medalla de Émile Combes, 1905; anverso retrato de perfil, reverso figura alegórica de la república.